# Burr (Nebraska)
Burr je selo u američkoj saveznoj državi Nebraska. Prema popisu stanovništva iz 2010. u njemu je živjelo 57 stanovnika.